# Paroigolaimella coprophages
Paroigolaimella coprophages är en rundmaskart. Paroigolaimella coprophages ingår i släktet Paroigolaimella och familjen Diplogasteridae. Inga underarter finns listade i Catalogue of Life.